# Philips-Kommando

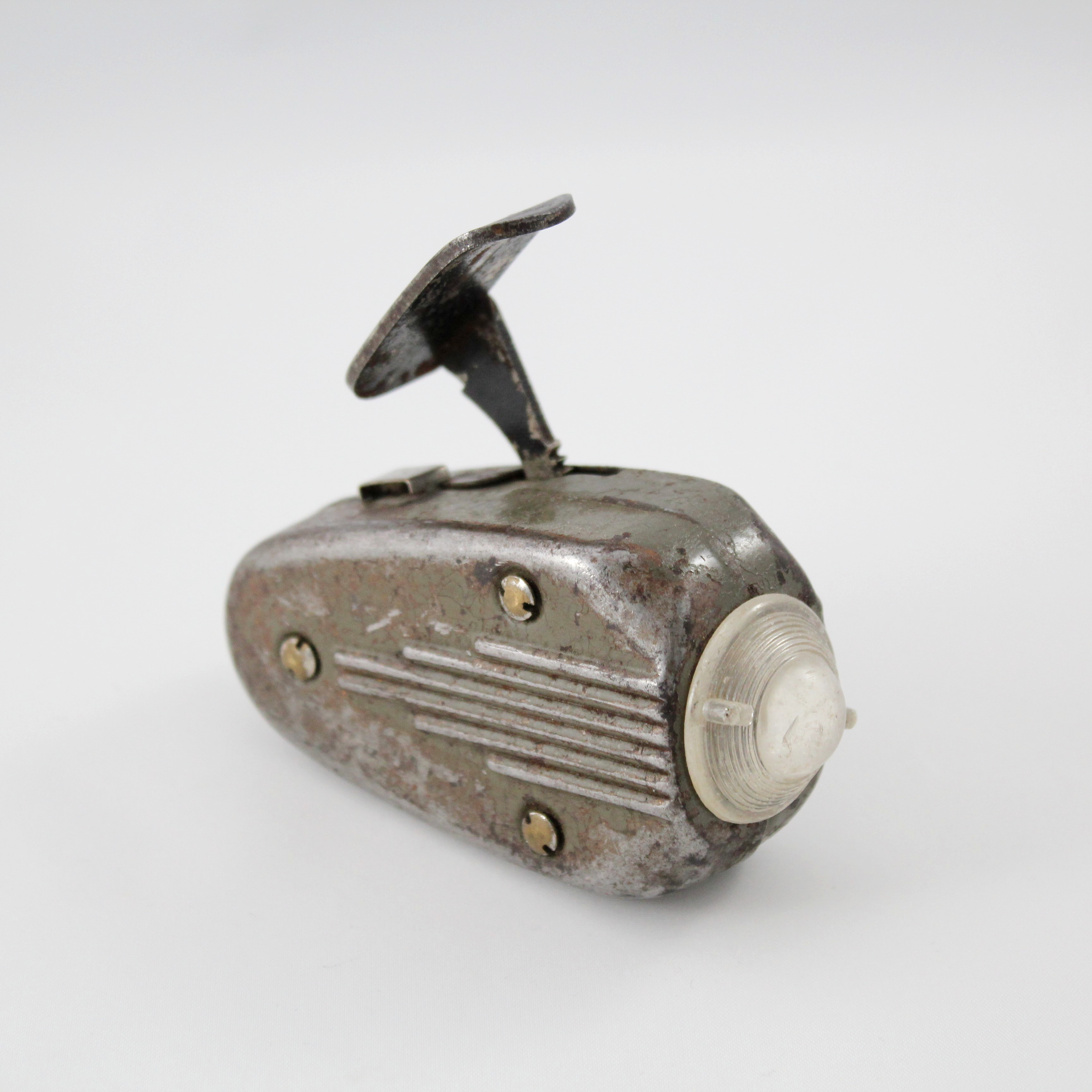
Philips knijpkat type 7424/03

Het Philips-Kommando was tijdens de Tweede Wereldoorlog een arbeidscommando in Kamp Vught. Zij produceerden onder meer radiobuizen, scheerapparaten en knijpkatten.

## Philips
Bij het uitbreken van de Tweede Wereldoorlog vluchtte de directie van de Koninklijke Philips naar Engeland. Directeur Frits Philips bleef achter in Nederland en kreeg de leiding over de Nederlandse tak van het Philips-concern. Tijdens de bezettingsjaren stelde de Duitse bezetter de Duitser dr. Ludwig Nolte aan als Verwalter (bewindvoerder). Nolte kreeg op deze manier de leiding over de fabriek en zorgde ervoor dat er zoveel mogelijk werd geproduceerd ten behoeve van de Duitse oorlogseconomie.
Omdat de Philipsfabriek in Eindhoven op grote schaal radiobuizen produceerde, werd de fabriek als onderdeel van Operation Oyster op 6 december 1942 gebombardeerd door de RAF. Dit bombardement kwam bekend te staan als het Sinterklaasbombardement. Doordat de fabriek volledig in as was gelegd, moest er een nieuwe locatie gevonden worden voor de productie.

## Werkplaats in Kamp Vught
Konzentrationslager Herzogenbusch, beter bekend als Kamp Vught, werd in 1942 gebouwd. In 1943 arriveerden de eerste gevangen in Kamp Vught vanuit Kamp Amersfoort. Kamp Vught werd door de Duitsers gebruikt voor economische doeleinden. Zo was er een vliegtuigsloperij en werd er een werkplaats van Philips gerealiseerd.
Op 22 februari 1943 werd de werkplaats van Philips in gebruik genomen. Twintig politieke gevangen werden tewerkgesteld om materiaal te sorteren uit de gebombardeerde Philipsfabriek. Zij werkten in de ‘Philips Speciale Werkplaats B677’, een barak met enkele tafels en banken. In april 1943 begon de productie. De producten die gefabriceerd waren, waren voornamelijk zogenaamde kriegswichtige producten (producten die belangrijk waren in de oorlog). Er werden echter ook veel producten gemaakt die niet kriegswichtig waren, zoals scheerapparaten, zaklampen en paperclips. De producten werden veelal gesaboteerd en de productiviteit was erg laag, waardoor Philips geen enkele winst heeft gemaakt met de productie van het commando. Na de oorlog werd gesproken van een verlies van 1 miljoen gulden.
Op 4 februari 1944 bezocht Heinrich Himmler, naar aanleiding van het bunkerdrama, kamp Vught en het Philips-Kommando. Kamp Vught was het enige SS-concentratiekamp buiten Duitsland en de door Duitsland bezette gebieden. Vanaf februari werkten ongeveer 1240 gevangenen voor het Philips-Kommando. Onder deze gevangenen waren ongeveer 500 Joden en tientallen politieke gevangenen uit Frankrijk en België. Tegen 1944 waren er veertig afdelingen, waaronder de afdelingen transformatoren, condensatoren, dooscondensatoren, radiobanden, relais, buisvoetjes, radiobuizen en knijpkatten.

### Behandeling gevangenen
Frits Philips had als voorwaarde gesteld dat Philips de leiding zou hebben over de werkplaats en de SS zich niet te veel zou inmengen. De Joodse werknemers van Philips waren al behoed voor ontslag doordat zij door Philips waren aangesteld aan het Speciaal Opdrachten Bureau (SOBU), waar zij producten produceerden die van belang waren voor de oorlogsvoering. Vanaf augustus 1943 kwamen deze werknemers in Kamp Vught terecht. Doordat zij voor het Philips-Kommando werkten, werden zij lange tijd behoed voor deportatie.
Er werd getracht hoogopgeleide gevangenen te beschermen tegen mishandelingen door de bewakers door hen te werk te stellen in een tekenkamer, schrijfkamer en een rekenkamer die geen functies hadden voor de bezetter. Ook mochten de kampbewakers de werkplaatsen van Philips niet betreden, omdat dit het werkproces zou verstoren. De werkbarakken waren warm, droog en beschut. De werkers kregen ook een warme maaltijd die betaald werd door Philips, de zogenaamde ‘Philiprak’.
Om meer Joodse vrouwen aan het werk te krijgen bij het Philips-Kommando werd de Duitsers verteld dat radiobuizen alleen gefabriceerd konden worden door vrouwen met fijne vingers. Om de juiste werknemers hiervoor te vinden, moesten de vrouwen medisch gekeurd worden. Een arts die was betrokken bij het complot, koos voor dit werk alleen Joodse vrouwen uit.
In Vught trokken verschillende inwoners zich het lot van de kampgevangenen aan. Eelkje Timmenga-Hiemstra zorgde samen met Charlotte van Beuningen en Loes van Overeem onder de beschermende vlag van het Rode Kruis voor voedselpakketten. Ook bemiddelde zij bij het doorgeven van berichten. Ook Evert Verwey en Hilda Verwey-Jonker ondersteunden het Philips-Kommando.

### Transport
In mei 1943 was er een transport waar onder andere 264 mannen van het Philips-Kommando werden gedeporteerd met eindbestemming Dachau. Uiteindelijk werden alle overgebleven Joodse werkers van het Philips-Kommando op 2 juni 1944 naar Auschwitz gedeporteerd. Omdat zij Facharbeiter von Philips' waren, werden in totaal 350 Joodse vrouwen en vijftig vrouwelijke politieke gevangenen in drie transporten naar een buitenkamp van concentratiekamp Groß-Rosen in Reichenbach gebracht, om in een fabriek van Telefunken condensatoren voor vliegtuigen te maken. Hierdoor overleefden 400 mensen de Tweede Wereldoorlog. In totaal waren 3125 personen, Joods en niet-Joods, tewerkgesteld bij het Philips-Kommando.

## Bekende gevangenen Philips-Kommando
Van de onderstaande personen is bekend dat zij onderdeel waren van het Philips-Kommando:
- Elise Dammers
- Roosje Glaser
- Jet Haak
- Anna Heringa-Jongbloed
- Lotty Huffener-Veffer
- David Koker
- Eltien Krijthe
- Louise de Montel
- Gerda Nothmann
- Wim Snoek
- Gisela Söhnlein
- Mieke Steensma
- Elly Vleeschhouwer-Blocq
- Tineke Wibaut-Guilonard